# Марсе, Давид
Давид Марсе (фр. David Marsais; род. 4 апреля 1984, Ивлин, Иль-де-Франс, Франция) — французский актер, комик, продюсер и сценарист. Участник французского комедийного дуэта «Palmashow».

## Биография
Давид Марсе родился 4 апреля 1984 года в департаменте Ивлин, регион Иль-де-Франс во Франции. Свою страсть к комедии и юмора Давид впервые проявил, учась в начальной школе. Позже он начал посещать местную театральную школу для детей, после того, как сыграл в школьном спектакле, поставленным его учителем. Однако после окончания средней школы, Давид неожиданно для себя решил стать экономистом и поступил в Университет Париж-Дофин. Вскоре после этого он покинул университет и решил посвятить свою жизнь юмора.
В 2003 году Марсе поступил в театральную школу Atelier Blanche Salant, а в 2008 году получил степень магистра политологии. Еще в студенческие годы Марсе познакомился с Грегуаром Людигом, с которым позже создал комедийный дуэт «Palmashow». Именно выступления с Людигом принесли Давиду Марсе успех и популярность, благодаря чему позднее он начал сниматься в кино и на телевидении.
В большом кино Давид Марсе дебютировал в 2012 году в комедии Софи Лелуш «Париж-Манхэттен». Позже актер снялся в фильмах «9 месяцев строгого режима», «Газели», «Superнянь», и «Ѕупернянь 2» режиссеров Николя Бенаму и Филиппа Лашо.